# Nanfen
Der Stadtbezirk Nanfen (chinesisch 南芬区, Pinyin Nánfēn Qū) ist ein Stadtbezirk in der  bezirksfreien Stadt Benxi in der nordostchinesischen Provinz Liaoning. Er hat eine Fläche von 615,4 km² und zählt 55.560 Einwohner (Stand: Zensus 2020).

## Administrative Gliederung
Auf Gemeindeebene setzt sich der Stadtbezirk aus drei Straßenvierteln, einer Großgemeinde und einer Nationalitätengemeinde (der Mandschu) zusammen. Diese sind:
- Straßenviertel Nanfen 南芬街道
- Straßenviertel Tieshan 铁山街道
- Straßenviertel Guojia 郭家街道

- Großgemeinde Xiamatang 下马塘镇

- Gemeinde Sishanling der Mandschu 思山岭满族乡